# 劉弘寶
劉弘寶（1559年—1609年），字公可，號台巖，福建泉州府晉江縣人，民籍，明朝政治人物。萬曆丙戌進士，官至浙江參政。

## 生平
萬曆十三年（1585年）乙酉科鄉試二十名舉人，萬曆十四年（1586年）联捷丙戌科会试一百二十七名，廷试三甲二百十三名進士。兵部观政，改翰林院庶吉士，十六年十月选授户科给事中，十九年十二月升吏科右，二十年正月改刑科左，三月升工科都给事中，二十二年二月出为浙江参政兼佥事、分巡绍台，因鳳陽明祖陵被水灾危及，二十三年四月坐贬潮阳典史，後辞官归乡，萬曆三十七年去世，熹宗時追赠太常少卿。

## 著作
著有《尚书说》、《谏垣遗稿》。

## 家族
曾祖父劉積；祖父劉欽新；父親劉時逵。前母王氏；母黃氏。慈侍下。兄弘溥、劉位（生员）、弘赟、弘任、弘仰、弘相、弘伟。弟弘祐。
有孙劉鳞长。